# Vídua índia
Vídua índia (originàriament en anglès Indian Widow) és un quadre de Joseph Wright que fou completat a les darreries de 1783 o principis de 1784 i que va ser exposat per primer cop en l'Exhibició Joseph Wright de 1785 a Londres. La pintura està exposada actualment al Derby Museum and Art Gallery, a Derby, Anglaterra.

## Descripció
Vídua índia va ser el títol usat pel mateix pintor, però també n'existeix un de més llarg i descriptiu: La vídua d'un capitost indi vigilant les armes del seu marit mort. D'acord amb Benedict Nicolson, en vestir la figura de la vídua, Wright va "caure de nou en aquelles draperies neoclàssiques i de bon vestir que servien per a qualsevol dona afligida". Nicolson troba que altres detalls, però, són més autèntics: "la forma de la seva cinta de cap, el tractament de les plomes, els pantalons, la funda del ganivet i la toga de búfal mostren coneixement de la tecnologia índia des de tan a l'oest com els Grans Llacs: això prova que Wright tenia coneixements sòlids". El concepte del bon salvatge, aplicat als nadius americans, era molt popular a la Gran Bretanya en els anys 1780, quan els americans d'origen europeu es veien com uns rebels.
En contrast amb les pintures il·luminades per espelmes de Wright, en aquest quadre la silueta de la figura principal es mostra contra la llum del sol i un cel tempestuós.

## Treballs similars

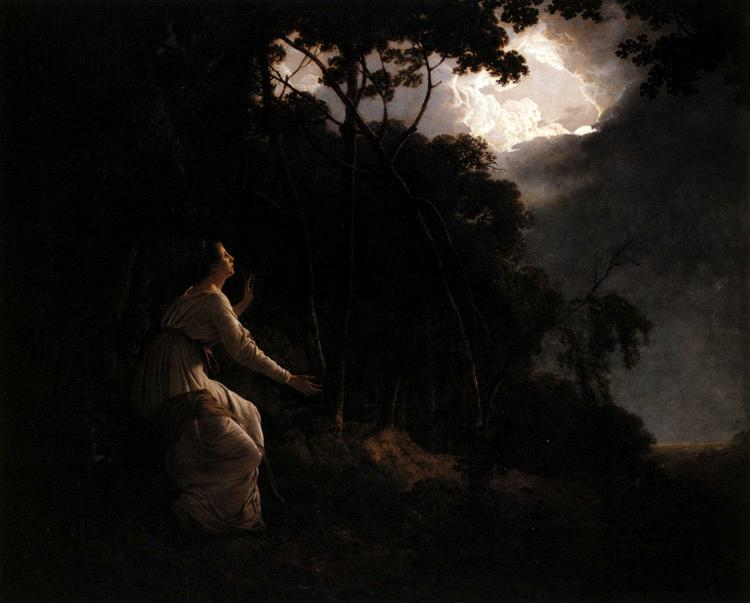
La senyora a Milton's Comus

Un gravat d'aquest quadre va ser realitzat per un altre artista de Derby, John Raphael Smith, l'any 1785. Wright va pintar un quadre similar basat en la fortalesa de la dona titulat La senyora a Milton's Comus, que actualment es troba a la Walker Gallery de Liverpool. Aquest quadre i La senyora a Milton's Comus van ser exposats en l'Exhibició Joseph Wright de 1785. Es creu que aquesta podria ser la primera exposició individual mai feta a Anglaterra. Wright va publicar els seus plànols per a l'exhibició el mateix any que va refusar esdevenir membre de la Royal Academy of Arts.